# Jacaltenango
Jacaltenango (en náhuatl: Cabañas amuralladas) Es conocido como el corazón y centro de la región Huista por su ubicación geográfica, también es conocido histórica y económicamente como la «Capital de los Huistas» ya que fue el primer poblado fundado de toda la Región Popti'. Está situado en un valle de la Sierra Madre.
Es un municipio situado en el altiplano occidental de la República de Guatemala, a 385 kilómetros de la ciudad de Guatemala, en el departamento de Huehuetenango. 
Durante la época colonial, Jacaltenango fue el convento y doctrina de «Nuestra Señora de la Purificación de Jacaltenango» a cargo de los frailes mercedarios hasta 1754, y luego uno de los once curatos de la provincia de la Alcaldía Mayor de Totonicapan.
Después de la Independencia de Centroamérica en 1821, Jacaltenango fue uno de los municipios originales del Estado de Guatemala, cuando este se instituyó oficialmente en 1825; también fue sede del circuito homónimo en el distrito N.º 9 (Totonicapán) para la impartición de justicia por medio de juicios de jurados.  En 1838 pasó a formar parte del Estado de Los Altos hasta que este fue recuperado por la fuerza para el Estado de Guatemala por el general conservador Rafael Carrera en 1840.
En 1970, el gobierno militar de Carlos Arana Osorio creó la Franja Transversal del Norte y Jacaltenango fue parte de dicha región; durante la Guerra Civil de Guatemala la región fue escenario de fuerte combates y tácticas de tierra arrasada, especialmente en la región petrolera del norte del departamento de Quiché.
Según el censo de 2002, su población era de veintitrés mil personas. Su economía se basa principalmente en productos agrícolas, especialmente café, y dedica a la exportación cerca del 95% de su producción. Durante el censo de 2018 se contabilizaron 37,171 personas, de las cuales 36,325 pertenecían al pueblo maya, 17 garifunas, 1 Xinka, 33 afrodescendientes, 752 Ladinos y 43 extranjeros.
El municipio de Jacaltenango, se encuentra situado en la parte Noroeste del departamento de Huehuetenango en la Región VII o Región Noroccidental, se localiza en la latitud 15 grados 40' 00'' y en la longitud 91 grados 42' 45'' limita al norte con los municipios de Nentón y San Miguel Acatán; al sur con el municipio de Concepción Huista; al Oriente con el municipio de San Miguel Acatán; y al oeste con los municipios de Santa Ana Huista, San Antonio Huista y con la República de México; cuenta con una extensión territorial de 269,16 kilómetros cuadrados, que equivale al 20,00% del territorio total de la región Huista, en un total de 26 915,75 hectáreas, la cabecera municipal se encuentra a una altitud de 1437,86 metros sobre el nivel del mar. Se conoce como capital de los Huistas ya que es la cuna de la civilización Jacalteca-Popti'.

## Toponimia

### Nombre en castellano
Muchos de los nombres de los municipios y poblados de Guatemala constan de dos partes: el nombre del santo católico que se venera el día en que fueron fundados y una descripción con raíz náhuatl; esto se debe a que las tropas que invadieron la región en la década de 1520 al mando de Pedro de Alvarado estaban compuestas por soldados españoles y por indígenas tlaxcaltecas y cholultecas. De esta forma, el nombre colonial del poblado fue «Nuestra Señora de la Purificación de Xacatenango»; el topónimo «Xacatenango» proviene del náhuatl que significa «muralla de cabañas», por la raíz «xacalli», (español: «cabaña») y «tenanco» (español: «muralla»).[cita requerida].

### Nombre en Jakalteko
Su nombre deriva de «Xajla», que en Jakalteko significa «lugar de sarros formado por el agua» y, según la leyenda, fue fundado por B'alunh Q'ana, casado con Hun Imox, huidos de Yichkanh que queda actualmente en el norte de Guatemala.
También se le conoce como Niman Konhob' que en idioma Jakalteko significa pueblo grande, esto se debe a que por ser el primer poblado en fundarse en la región es el que mayor habitantes poseía en la antigüedad, algo que sucede actualmente porque cuenta aproximadamente con cuarenta mil personas.

## Demografía
La población pertenece mayoritariamente (98%) al grupo étnico maya jakalteko o popti', y habla la lengua popti; el resto es mestizo, aunque siguen utilizando indumentaria maya. 

## División política
La cabecera municipal se divide en 6 cantones y en total cuenta con 23 aldeas y 4 caseríos, los cuales se detallan a continuación.
| N.º | Nombre de las comunidades | Categoría          | N.º de habitantes (censo 2002) | Distancia de la cabecera municipal (km) | Metros sobre el nivel del mar |
| --- | ------------------------- | ------------------ | ------------------------------ | --------------------------------------- | ----------------------------- |
| 1   | Jacaltenango              | Cabecera municipal | 8,544                          |                                         | 1,437                         |
| 2   | Aq’oma’                   | Aldea              | 243                            | 8                                       | 2,135                         |
| 3   | Buxup                     | Aldea              | 2,699                          | 15                                      | 1,050                         |
| 4   | Chapaltelaj               | Aldea              | 203                            | 4                                       | 1,740                         |
| 5   | Chejbal                   | Aldea              | 1,045                          | 12                                      | 1,150                         |
| 6   | Cheya                     | Aldea              | 238                            | 7                                       | 1,850                         |
| 7   | El Limonar                | Aldea              | 607                            | 30                                      | 720                           |
| 8   | Elmul                     | Aldea              | 120                            | 10                                      | 2,500                         |
| 9   | Huitzobal                 | Aldea              | 356                            | 6                                       | 1,930                         |
| 10  | Inchehuex                 | Aldea              | 1,502                          | 11                                      | 800                           |
| 11  | Jujlina                   | Aldea              | 269                            | 14                                      | 1,100                         |
| 12  | La Laguna                 | Aldea              | 1,464                          | 29                                      | 720                           |
| 13  | Lupina                    | Aldea              | 887                            | 11                                      | 1,100                         |
| 14  | Meste                     | Aldea              | 125                            | 3                                       | 1,555                         |
| 15  | Nueva Catarina            | Aldea              | 602                            | 40                                      | 730                           |
| 16  | Paya                      | Aldea              | 326                            | 6                                       | 2,025                         |
| 17  | Pebilpan o Yulsiuma       | Aldea              | 760                            | 16                                      | 850                           |
| 18  | Q’om                      | Aldea              | 844                            | 8                                       | 2,300                         |
| 19  | San Andrés H.             | Aldea              | 4,724                          | 14                                      | 1,255                         |
| 20  | San Marcos H.             | Aldea              | 4,973                          | 6                                       | 1,430                         |
| 21  | Taj Buxup                 | Aldea              | 581                            | 16                                      | 1,050                         |
| 22  | Tzisbaj                   | Aldea              | 2,526                          | 14                                      | 1,200                         |
| 23  | Wixaj                     | Aldea              | 482                            | 10                                      | 1,100                         |
| 24  | Xayomlaj                  | Aldea              | 640                            | 3                                       | 1,300                         |
| 25  | Q’antxabina’              | Caserío            | 69                             | 8                                       | 1,900                         |
| 26  | Tzisa                     | Caserío            | 80                             | 4                                       | 1,530                         |
| 27  | Yichmecan                 | Caserío            | 80                             | 6                                       | 1,545                         |
| 28  | Yichul                    | Caserío            | 36                             | 6                                       | 1,950                         |
|     | TOTAL                     |                    | 35,060                         |                                         |                               |

## Geografía física

### Clima
Situado en una meseta rocosa en las faldas de los montes Cuchumatanes, se ubica desde los 720 a los 2500 m s. n. m., y tiene una temperatura anual entre 10 °C y 32 °C. La cabecera municipal de Jacaltenango tiene clima templado (Köppen: Cwb).
| Parámetros climáticos promedio de Jacaltenango | Parámetros climáticos promedio de Jacaltenango | Parámetros climáticos promedio de Jacaltenango | Parámetros climáticos promedio de Jacaltenango | Parámetros climáticos promedio de Jacaltenango | Parámetros climáticos promedio de Jacaltenango | Parámetros climáticos promedio de Jacaltenango | Parámetros climáticos promedio de Jacaltenango | Parámetros climáticos promedio de Jacaltenango | Parámetros climáticos promedio de Jacaltenango | Parámetros climáticos promedio de Jacaltenango | Parámetros climáticos promedio de Jacaltenango | Parámetros climáticos promedio de Jacaltenango | Parámetros climáticos promedio de Jacaltenango |
| Mes                                            | Ene.                                           | Feb.                                           | Mar.                                           | Abr.                                           | May.                                           | Jun.                                           | Jul.                                           | Ago.                                           | Sep.                                           | Oct.                                           | Nov.                                           | Dic.                                           | Anual                                          |
| ---------------------------------------------- | ---------------------------------------------- | ---------------------------------------------- | ---------------------------------------------- | ---------------------------------------------- | ---------------------------------------------- | ---------------------------------------------- | ---------------------------------------------- | ---------------------------------------------- | ---------------------------------------------- | ---------------------------------------------- | ---------------------------------------------- | ---------------------------------------------- | ---------------------------------------------- |
| Temp. máx. media (°C)                          | 25.1                                           | 25.8                                           | 27.3                                           | 28.5                                           | 27.4                                           | 26.4                                           | 25.6                                           | 26.2                                           | 25.6                                           | 24.9                                           | 25.1                                           | 24.8                                           | 26.1                                           |
| Temp. media (°C)                               | 17.9                                           | 18.3                                           | 19.5                                           | 20.9                                           | 20.3                                           | 20.4                                           | 19.6                                           | 19.9                                           | 19.7                                           | 19.1                                           | 18.7                                           | 18.1                                           | 19.4                                           |
| Temp. mín. media (°C)                          | 10.7                                           | 10.8                                           | 11.7                                           | 13.3                                           | 13.3                                           | 14.5                                           | 13.6                                           | 13.7                                           | 13.9                                           | 13.4                                           | 12.3                                           | 11.4                                           | 12.7                                           |
| Precipitación total (mm)                       | 48                                             | 18                                             | 21                                             | 65                                             | 145                                            | 563                                            | 431                                            | 357                                            | 523                                            | 363                                            | 104                                            | 63                                             | 2701                                           |
| Fuente: Climate-Data.org                       |                                                |                                                |                                                |                                                |                                                |                                                |                                                |                                                |                                                |                                                |                                                |                                                |                                                |

### Ubicación geográfica
Jacaltenango está ubicado en el departamento de Huehuetenango y está rodeado por municipios de dicho departamento; por eso es conocido como el «corazón de los Huistas». Sus colindancias son:
- Norte: Nentón
- Sur: Unión Cantinil, Petatán
- Sureste: Concepción Huista
- Este: San Miguel Acatán
- Suroeste: San Antonio Huista
- Oeste: Santa Ana Huista[10]

|                              | Norte: Nentón       |                            |
| Oeste: Santa Ana Huista      |                     | Este: San Miguel Acatán    |
| Suroeste: San Antonio Huista | Sur: Unión Cantinil | Sureste: Concepción Huista |

## Gobierno municipal
Los municipios se encuentran regulados en diversas leyes de la República, que establecen su forma de organización, lo relativo a la conformación de sus órganos administrativos y los tributos destinados para los mismos.  Aunque se trata de entidades autónomas, se encuentran sujetos a la legislación nacional y las principales leyes que los rigen desde 1985 son:
| N.º | Ley                                                | Descripción |
| --- | -------------------------------------------------- | --- |
| 1   | Constitución Política de la República de Guatemala | Tiene una regulación legal específica para los municipios en los artículos 253 al 262. |
| 2   | Ley Electoral y de Partidos Políticos              | Ley de carácter constitucional aplicable a los municipios en el tema de la conformación de sus autoridades electas. |
| 3   | Código municipal                                   | Decreto 12-2002 del Congreso de la República de Guatemala. Tiene la categoría de ley ordinaria y contiene preceptos generales aplicables a todos los municipios, e inclusive contiene legislación referente a la creación de los municipios.             |
| 4   | Ley de Servicio Municipal                          | Decreto 1-87 del Congreso de la República de Guatemala. Regula las relaciones entra la municipalidad y los servidores públicos en materia laboral. Tiene su base constitucional en el artículo 262 de la constitución que ordena la emisión de la misma. |
| 5   | Ley General de Descentralización                   | Decreto 14-2002 del Congreso de la República de Guatemala. Regula el deber constitucional del Estado, y por ende del municipio, de promover y aplicar la descentralización y desconcentración económica y administrativa.                                |

El gobierno de los municipios está a cargo de un Concejo municipal mientras que el código municipal —ley ordinaria que contiene disposiciones que se aplican a todos los municipios— establece que «el concejo municipal es el órgano colegiado superior de deliberación y de decisión de los asuntos municipales […] y tiene su sede en la circunscripción de la cabecera municipal»; el artículo 33 del mencionado código establece que «[le] corresponde con exclusividad al concejo municipal el ejercicio del gobierno del municipio».
El concejo municipal se integra con el alcalde, los síndicos y concejales, electos directamente por sufragio universal y secreto para un período de cuatro años, pudiendo ser reelectos.
Existen también las Alcaldías Auxiliares, los Comités Comunitarios de Desarrollo (COCODE), el Comité Municipal del Desarrollo (COMUDE), las asociaciones culturales y las comisiones de trabajo. Los alcaldes auxiliares son elegidos por las comunidades de acuerdo a sus principios y tradiciones, y se reúnen con el alcalde municipal el primer domingo de cada mes, mientras que los Comités Comunitarios de Desarrollo y el Comité Municipal de Desarrollo organizan y facilitan la participación de las comunidades priorizando necesidades y problemas.
Los alcaldes que ha habido en el municipio son:
- 2024-2028: Mario Augusto Cruz
- 2016-2020 2021-2024: Juan Antonio Camposeco Delgado[13][1]
- 2012-2016: Mario Silvestre
- 2008-2012: Orlando Montejo
- 2004-2008: Moisés Pérez
- 2000-2004: Urbano Mendoza
- 1996-2000: Urbano Mendoza
- 1993-1995: Ignacio Loyola Domingo
- 1991-1993: Víctor Quiñonez
- 1989-1991: Gonzalo Mendoza
- 1987-1989: Víctor Quiñonez
- 1985-1987: Lucas Díaz
- 1970-1972: Fortunato Taracena
- 1967-1970: Juan López Díaz[14]

## Historia

### Época precolombina
No se tienen datos exactos de cuando fue fundando Jacaltenango, sin embargo, la tradición oral jakalteka menciona que fue B'alunh Q'ana el fundador del pueblo jakalteko, y se cree que en los sitios arquelogicos de Ajul y Mesté fueron los primeros asentamientos de la raza jakalteka en el mundo, los ancestros también indican que B'alunh Q'ana habría provenido de Yichcan, el norte de los modernos departamentos de Guatemala. el primer poblado jacalteco en fundarse de la Nación Popti' y el mundo, desmintiendo de esta manera que haya sido en el Lagartero el lugar principal de los jakaltekos, se cree que después hubo expansión y es allí donde posiblemente entre este lugar. Ocupado por los jakaltecos, algunos historiadores creen que fue invadido por los quichés en la época de Quicab el Grande (1425-1475).[cita requerida] otros tampoco ya que se cree que la muralla natural de los Cuchumatanes fue la principal dificultad para que llegar a la actual ciudad de Jacaltenango.

### Colonia española: Doctrina mercedaria

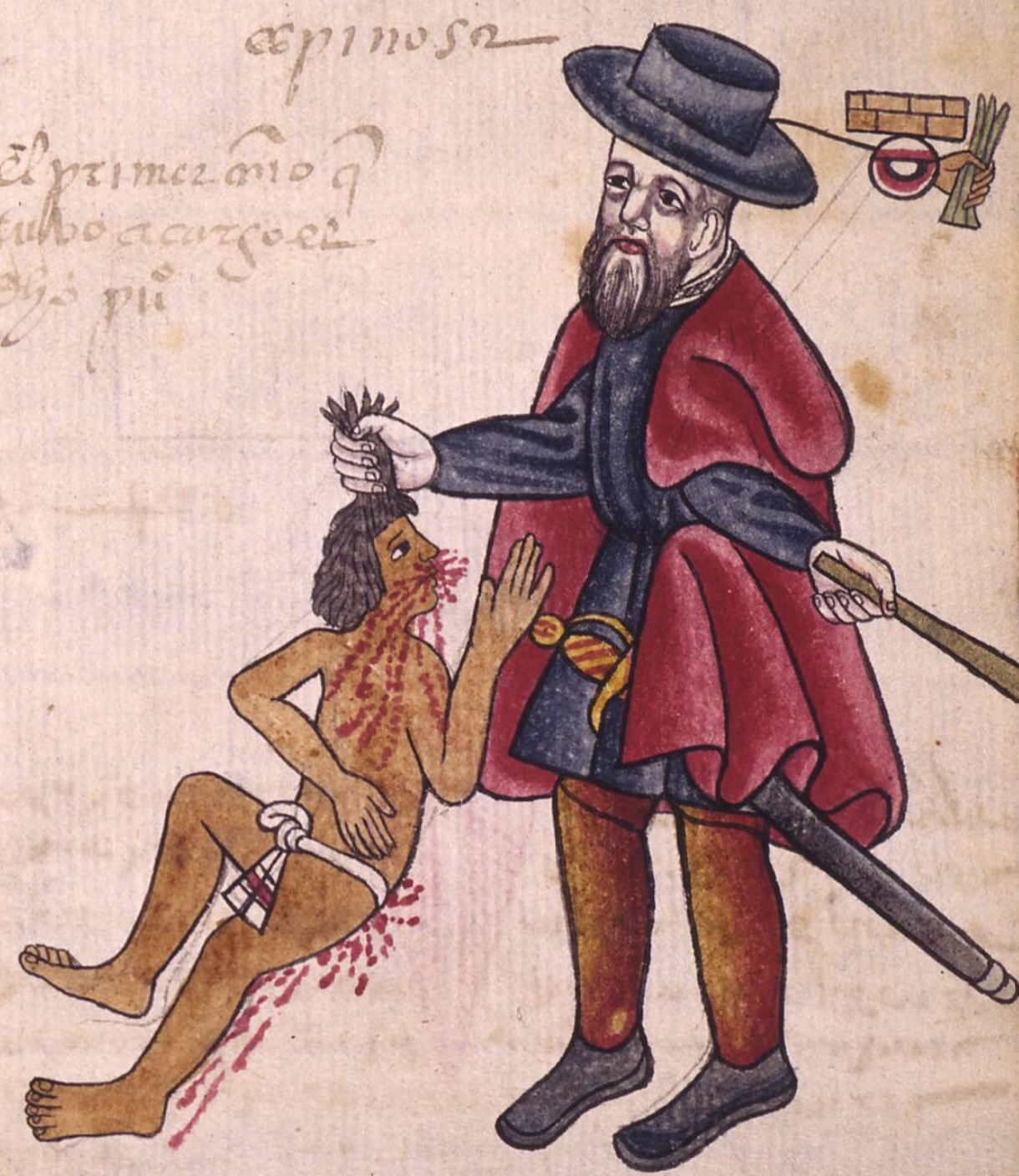
Códice Kingsborough: un encomendero abusa de un indígena. Copia del italiano Agostino Aglio 1825-1826, para Lord Kingsborough.

Después de la conquista del altiplano guatemalteco en 1524, se inició la etapa de fundación de encomiendas, para lo que se aglutinaban a las personas de algunas poblaciones dispersas que habían huido de la ocupación. En algunas ocasiones se aglutinaban a personas hablantes de un mismo idioma o simplemente eran traídos de otros lugares para formar los nuevos poblados. Las encomiendas no solamente organizaban a la población indígena como mano de obra forzada sino que era una manera de recompensar a aquellos españoles que se habían distinguido por sus servicios y de asegurar el establecimiento de una población española en las tierras recién descubiertas y conquistadas. También servían como centro de culturización y de evangelización obligatoria pues los indígenas eran reagrupados por los encomenderos en pueblos llamados «Doctrinas», donde debían trabajar y recibir la enseñanza de la doctrina cristiana a cargo de religiosos de las órdenes regulares, y encargarse también de la manutención de los frailes.
En 1529, Jacaltenango fue dado en encomienda al conquistador Gonzalo de Ovalle, un compañero de Pedro de Alvarado, junto con San Mateo Ixtatán y Santa Eulalia; en el siglo xvi se conocía como «Nuestra Señora de la Purificación de Jacaltenango», tenía unos dos mil pobladores y estaba encomendado a la familia de Gonzalo de Ovalle, que retenía sus rentas.  En 1549, se llevó a cabo la primera reducción bajo la supervisión de los misioneros dominicos, en el mismo tiempo que fue fundado Santa Eulalia, el asentamiento de reducción kanjobal. En 1560, otras reducciones kanjobales habían sido establecidas en San Pedro Soloma, San Juan Ixcoy y San Miguel Acatán. 
Los mercedarios fundaron en 1549 una reducción o doctrina, construyendo un convento en 1567, dos años después de la creación de la provincia mercedaria de la Presentación de Guatemala; en 1586, la Orden de la Merced construyó la primera iglesia de Santa Eulalia. Originalmente, la orden mercedaria había obtenido del obispo Francisco Marroquín varios curatos en el valle de Sacatepéquez y Chimaltenango, pero los cambiaron con los dominicos por el área de la sierra de los Cuchumatanes.  En Jacaltenango estaba el curato del Sur-occidente del partido de Huehuetenango, y allí llegó Fray Antonio de Bravo, O. de M., uno de los cuatro mercedarios que llegaron en esa época.
Según la relación del obispo Juan de las Cabezas en 1613 y las actas de visita pastoral del arzobispo Pedro Cortés y Larraz en 1770, los mercedarios llegaron a tener a su cargo nueve doctrinas, y sus muchos anexos, que eran: Santa Ana de Malacatán, Concepción de Huehuetenango, San Pedro de Solomá, Nuestra Señora de la Purificación de Jacaltenango, Nuestra Señora de la Candelaria de Chiantla, San Andrés de Cuilco, Santiago de Tejutla, San Pedro de Sacatepéquez, y San Juan de Ostuncalco.  Hacia 1690 la población de Jacaltenango se había reducido a ochocientas personas y fue mencionado como «lugar antiguo y principal, corte de algún cacique» por el historiador colonial Francisco Antonio de Fuentes y Guzmán en su Recordación Florida.
En 1754, debido a las reformas borbónicas impulsadas por la corona española, los mercedarios y el resto del clero regular tuvieron que transferir sus doctrinas y curatos al clero secular, por lo que la orden perdió su doctrina en Malacatán.

### Visita del arzobispo Pedro Cortés y Larraz
Entre 1768 y 1770 el arzobispo Pedro Cortés y Larraz recorrió su diócesis, e indicó que Jacaltenango pertenecía a «la Octava Provincia, de Totonicapam, a cargo de un Alcalde Mayor, y que tenía once curatos: San Miguel Totonicapam, San Cristóbal Totonicapam, Santiago Momostenango, Güegüetenango, Malacatán,  Chiantla, Cuilco, Tzulumá, Utzpantán y Nevah».
| Desde el pueblo de Zulumá hasta Jacaltenango, cabecera de la parroquia que se sigue, hay veinte leguas rumbo de oriente con inclinación al sur [...] Todo es cerro y barrancas y ni aun campos hay para siembras y confinan estas tierras que van a cultivar con los lacandones, y son muy fértiles; habiéndoles preguntado si hay por allí algunas gentes dijeron: que se ve alguna, pero que huyen, bien que no hay que tomar mucho fundamento de este dicho, porque tal vez tratarán con los indios lacandones y procurarán ocultarlo [...] [...] Luego de una bajada como de tres leguas muy precipitada y que es preciso bajar a pie varios trechos, tiene como tres leguas; se cruza un arroyo y se da con el pueblo de San Marcos anexo de Jacaltenango; hay como un cuarto de luego y se comienza a bajar una barranca bastantemente violenta, por su profundidad corre un río de bastante caudal. El cura de Jacaltenango, fray Claudio Hidalgo, era "bellísimo religioso y de mucha virtud y candor". —Descripción geográfico moral de la diócesis de Goathemala, 1770 |

En 1815 los curas seculares abandonaron el convento.

### Tras la Independencia de Centroamérica

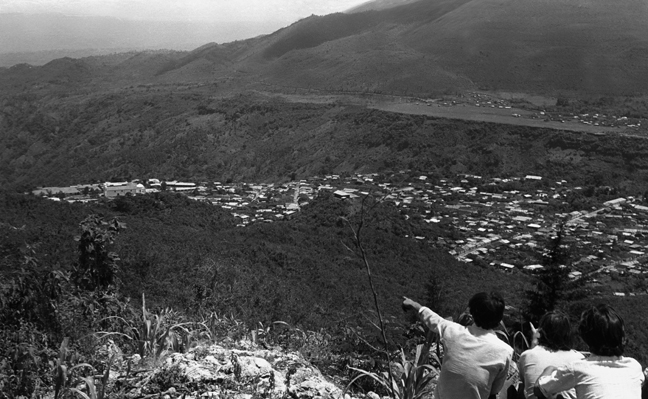
Jacaltenango y San Marcos.

El 27 de septiembre de 1821 el Ayuntamiento firmó la ratificación de la Independencia, erigiendo un monumento conmemorativo.  El Estado de Guatemala fue definido de la siguiente forma por la Asamblea Constituyente de dicho estado que emitió la constitución del mismo el 11 de octubre de 1825: «el estado conservará la denominación de Estado de Guatemala y lo forman los pueblos de Guatemala, reunidos en un solo cuerpo.  El estado de Guatemala es soberano, independiente y libre en su gobierno y administración interior.»
Jacaltenango fue uno de los municipios originales del Estado de Guatemala en 1825; era parte del departamento de Totonicapán/Huehuetenango, cuya cabecera era Totonicapam e incluía a Momostenango, Nebaj, Huehuetenango, Malacatán, Soloma, Jacaltenango, y Cuilco.
La constitución del Estado de Guatemala promulgada el 11 de octubre de 1825 —y no el 11 de abril de 1836, como numerosos historiadores han reportado incorrectamente — creó los distritos y sus circuitos correspondientes para la administración de justicia según el Código de Lívingston traducido al español por José Francisco Barrundia y Cepeda; Jacaltenango fue sede del circuito del mismo nombre en el distrito N.º 9 (Totonicapán) al que pertenecían también Santa Ana Huista, San Antonio Huista, San Andrés, San Marcos, Concepción, Nentón, Petatán, Acatán, San Juan Ixcoy, San Sebastián Coatán, Santa Eulalia, Istatán, Ishcán, Ixcacao, Sajnabac, Paduano, Cajtavi, Lo de Alvarado, Tierra Negra y Montenegro, esta última ahora parte de México.

### El efímero Estado de Los Altos

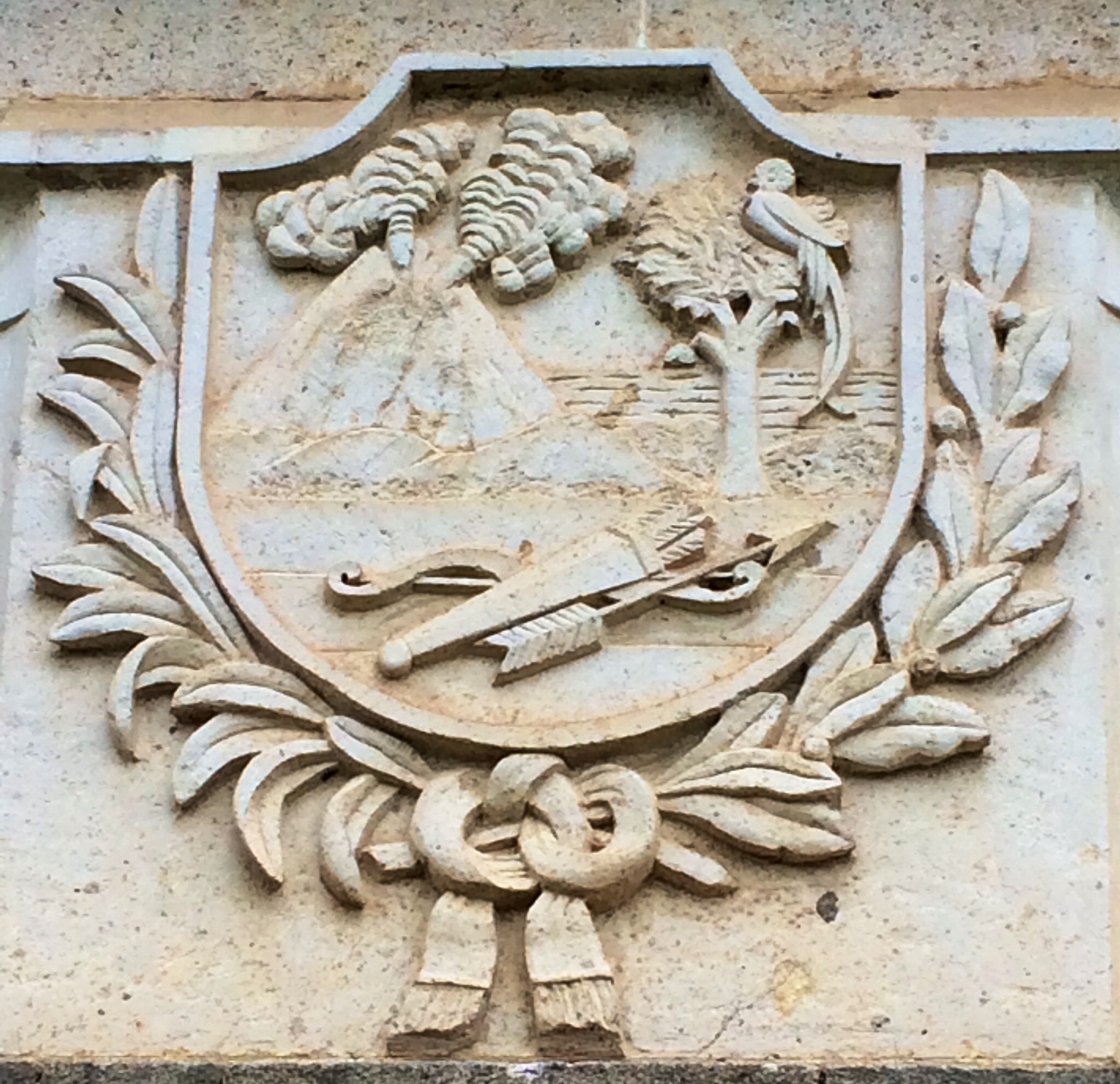
Escudo del Estado de los Altos

A partir del 3 de abril de 1838 Jacaltenango fue parte de la región que formó el efímero Estado de Los Altos y que forzó a que el Estado de Guatemala se reorganizara en siete departamentos y dos distritos independientes el 12 de septiembre de 1839:
- Departamentos: Chimaltenango, Chiquimula, Escuintla, Guatemala, Mita, Sacatepéquez, y Verapaz
- Distritos: Izabal y Petén[30]

La región occidental de la actual Guatemala había mostrado intenciones de obtener mayor autonomía con respecto a las autoridades de la ciudad de Guatemala desde la época colonial, pues los criollos de la localidad consideraban que los criollos capitalinos que tenían el monopolio comercial con España no les daban un trato justo.  Pero este intento de secesión fue aplastado por el general Rafael Carrera, quien reintegró al Estado de Los Altos al Estado de Guatemala en 1840.

### Franja Transversal del Norte
La Franja Transversal del Norte fue creada oficialmente durante el gobierno del general Carlos Arana Osorio en 1970, mediante el Decreto 60-70 en el Congreso de la República, para el establecimiento de desarrollo agrario. Las Zonas de Desarrollo Agrario estaban comprendidas dentro de los municipios: Santa Ana Huista, San Antonio Huista, Nentón, Jacaltenango, San Mateo Ixcatán, y Santa Cruz Barillas en Huehuetenango; Chajul y San Miguel Uspantán en el Quiché; Cobán, Chisec, San Pedro Carchá, Lanquín, Senahú, Cahabón y Chahal, en Alta Verapaz y la totalidad del departamento de Izabal.
A mediados de la década de 19170, se descubrió petróleo en la zona y altos oficiales guatemaltecos —incluyendo los expresidentes Fernando Romeo Lucas García y Kjell Eugenio Laugerud García— se convirtieron entonces en grandes terratenientes e inversionistas aprovechando las políticas de traslado de campesinos, acceso a información privilegiada, ampliación del crédito público y grandes proyectos de desarrollo; de hecho, la oficialidad guatemalteca formó el Banco del Ejército, y diversificó sus fondos de pensión.  Pero la presencia del Ejército Guerrillero de los Pobres en el departamento de Quiché, especialmente en la región petrolera de Ixcán, hizo que la guerra civil se recrudeciera en el área y los proyectos no se llevaran a cabo.  La región quedó en un parcial abandono hasta 2008, que se inició la construcción de la carretera en la franja.

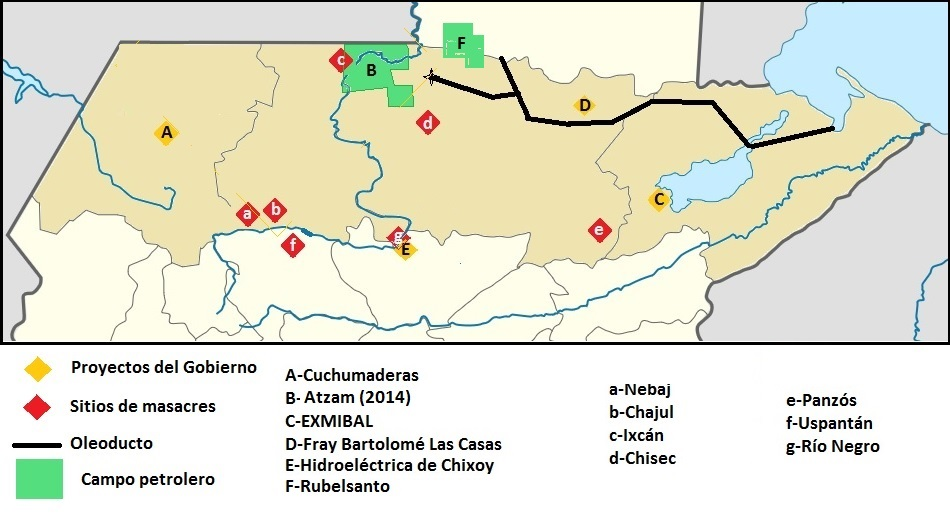
Ubicación de proyectos gubernamentales y de masacres en el área de la Franja Transversal del Norte. Obsérvese el campo petrolero de Atzam que se encuentra operativo en Ixcán.

### SigloXXI
Jacaltenango es el segundo municipio con mayor Índice de Desarrollo Humano del departamento de Huehuetenango, después de la cabecera departamental, debido a numerosos centros de educación primaria y secundaria entre estos una de las 4 Escuelas de Formación Agrícola que existen en el país y la única Escuela de Formación Forestal que existe en Guatemala, así como dependencias de las universidades San Carlos, Rural de Guatemala, Mariano Gálvez, Da Vinci y Panamericana.

## Ecoturismo

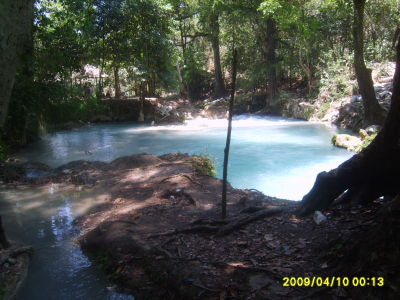
Río Azul en 2009.

Jacaltenango posee varios lugares turísticos:
- El Río Azul: reconocido por sus corrientes color azul cielo.  Corre a solamente dos km de la cabecera municipal.
- El centro ceremonial Q'anil: donde se encuentra enterrado Juan Q'anil el «hombre rayo protector del pueblo jacalteco».
- El Mirador: situado en el camino al municipio de Concepción Huista
- Bosque Sajbana: Es un bosque tropical de ciprés donde se puede realizar un paseo por todos los senderos.
- Cueva de Ixtenam: lugar donde nace un río y se cree que en los alrededores habitaron miembros de la civilización maya.
- Museo: en el hospital de la localidad se muestran piezas arqueológicas de los vestigios de la cultura mayas popti'.